# Селеницереус крупноцветковый
Селеницереус крупноцветковый (лат. Selenicereus grandiflorus) — вид растений из семейства кактусовых. Тривиальное название растения — Царица ночи.
Некоторые другие виды данного рода Селеницереус или Лунный цереус (прежде всего — Selenicereus pteranthus — Селеницереус крылоцветковый) также имеют крупные цветки, раскрывающиеся на одну ночь, за что его называют «Царицей ночи» или «Принцессой ночи», либо «Лунными кактусами». (англ. Moonlight cacti — название всего рода, примерно соответствующее латинскому, где Селена — богиня Луны в греческой мифологии).

## Ботаническое описание
Ползущее растение с длиной стебля до 5 метров и диаметром от 1 до 2,5 см. Рёбер 5—8. Ареолы без многочисленных волосков; выходящие из них щетинообразные и острые колючки (от 6 до 18 штук) имеют окраску от беловатой до коричневатой, они могут достигать длины от 0,45 до 1,5 см и позже опадают.
Ароматные цветки длиной до 30 см и такого же диаметра. Их внешние прицветники — от жёлтого до коричневатого цвета и узкие, внутренние — белые и широкие. Шаровидные или яйцевидные плоды — от розового до пурпурного цвета, длиной до 8 см.

## Ареал
Selenicereus grandiflorus произрастает на юго-востоке США, в Мексике и Вест-Индии.

## Городская традиция посещения цветения кактуса в Ботаническом саду РАН в Санкт-Петербурге
Ботанический сад Ботанического института им. акад. В. Л. Комарова Российской академии наук в Санкт-Петербурге, имеющий данный вид кактуса в своей коллекции, в вечер и ночь его цветения не первое десятилетие продлевает время своей работы и время впуска посетителей в оранжерею с «Царицей ночи» и объявляет об этом в городских средствах массовой информации. Под «Царицей ночи» там фигурирует именно вид селеницереус крупноцветковый
.